# Þorláksson
Þorláksson (transkribiert Thorlaksson) ist ein isländischer Name.

## Herkunft und Bedeutung
Der Name ist ein Patronym und bedeutet Sohn des Þorlákur. Die weibliche Entsprechung ist Þorláksdóttir (Tochter des Þorlákur).

## Namensträger
- Árni Þorláksson (1237–1298), isländischer Geistlicher, Bischof von Skálholt
- Guðbrandur Þorláksson (1541–1627), isländischer Mathematiker, Kartograf und Geistlicher, Bischof von Hólar
- Jón Þorláksson (Schriftsteller) (1744–1819), isländischer Schriftsteller und Übersetzer
- Jón Þorláksson (Politiker) (1877–1935), isländischer Politiker
- Þórarinn B. Þorláksson (1867–1924), isländischer Maler
- Þórður Þorláksson (1637–1697), isländischer Geistlicher, Bischof von Skálholt
- Valbjörn Þorláksson (1934–2009), isländischer Leichtathlet